# Saison 2020 de l'équipe cycliste masculine Mitchelton-Scott
La saison 2020 de l'équipe cycliste masculine Mitchelton-Scott est la neuvième de cette équipe.

## Coureurs et encadrement technique

### Arrivées et départs
| Coureur            | Provenance                 | Durée contrat |
| ------------------ | -------------------------- | ------------- |
| Alexander Konyshev | Dimension Data for Qhubeka | 2020-2021     |
| Barnabás Peák      | SEG Racing Academy         | 2020-2021     |
| Andrey Zeits       | Astana                     | 2020-2021     |

| Coureur        | Nouvelle équipe | Durée contrat |
| -------------- | --------------- | ------------- |
| Mathew Hayman  | Retraite        |               |
| Matteo Trentin | CCC Team        | 2020          |

### Effectif de cette saison
| Coureur             | Date de Nais.             | Equipe en 2019   | Cont. | V |
| ------------------- | ------------------------- | ---------------- | ----- | - |
| Edoardo Affini      | 24 juin 1996 (24 ans)     | Mitchelton-Scott | 2020  | 0 |
| Michael Albasini    | 20 décembre 1980 (40 ans) | Mitchelton-Scott | 2020  | 0 |
| Jack Bauer          | 7 avril 1985 (35 ans)     | Mitchelton-Scott | 2020  | 0 |
| Sam Bewley          | 22 juillet 1987 (33 ans)  | Mitchelton-Scott | 2020  | 0 |
| Brent Bookwalter    | 16 février 1984 (36 ans)  | Mitchelton-Scott | 2020  | 0 |
| Esteban Chaves      | 17 janvier 1990 (30 ans)  | Mitchelton-Scott | 2021  | 0 |
| Luke Durbridge      | 9 avril 1991 (29 ans)     | Mitchelton-Scott | 2020  | 1 |
| Alexander Edmondson | 22 décembre 1993 (27 ans) | Mitchelton-Scott | 2020  | 0 |
| Tsgabu Grmay        | 25 août 1991 (29 ans)     | Mitchelton-Scott | 2021  | 0 |
| Kaden Groves        | 23 décembre 1998 (22 ans) | Mitchelton-Scott | 2021  | 2 |
| Jack Haig           | 6 septembre 1993 (27 ans) | Mitchelton-Scott | 2020  | 1 |
| Lucas Hamilton      | 12 février 1996 (24 ans)  | Mitchelton-Scott | 2022  | 1 |
| Michael Hepburn     | 17 août 1991 (29 ans)     | Mitchelton-Scott | 2021  | 0 |
| Damien Howson       | 13 août 1992 (28 ans)     | Mitchelton-Scott | 2020  | 2 |

| Coureur                 | Date de Nais.              | Equipe en 2019             | Cont. | V |
| ----------------------- | -------------------------- | -------------------------- | ----- | - |
| Daryl Impey             | 6 décembre 1984 (36 ans)   | Mitchelton-Scott           | 2020  | 1 |
| Christopher Juul Jensen | 6 juillet 1989 (31 ans)    | Mitchelton-Scott           | 2021  | 0 |
| Alexander Konyshev      | 25 juillet 1998 (22 ans)   | Dimension Data for Qhubeka | 2021  | 0 |
| Cameron Meyer           | 11 janvier 1988 (32 ans)   | Mitchelton-Scott           | 2020  | 1 |
| Luka Mezgec             | 27 juin 1988 (32 ans)      | Mitchelton-Scott           | 2022  | 0 |
| Mikel Nieve             | 26 mai 1984 (36 ans)       | Mitchelton-Scott           | 2021  | 0 |
| Barnabás Peák           | 29 novembre 1998 (22 ans)  | SEG Racing Academy         | 2021  | 1 |
| Nick Schultz            | 13 septembre 1994 (26 ans) | Mitchelton-Scott           | 2020  | 0 |
| Callum Scotson          | 10 août 1996 (24 ans)      | Mitchelton-Scott           | 2020  | 0 |
| Dion Smith              | 3 mars 1993 (27 ans)       | Mitchelton-Scott           | 2020  | 1 |
| Robert Stannard         | 16 septembre 1998 (22 ans) | Mitchelton-Scott           | 2020  | 0 |
| Adam Yates              | 7 août 1992 (28 ans)       | Mitchelton-Scott           | 2020  | 2 |
| Simon Yates             | 7 août 1992 (28 ans)       | Mitchelton-Scott           | 2022  | 2 |
| Andrey Zeits            | 14 décembre 1986 (34 ans)  | Astana                     | 2021  | 0 |

## Bilan de la saison

### Victoires sur la saison
| #  | Date         | Course                                              | Catégorie            | Vainqueur      | Pays                | Lieu           |
| -- | ------------ | --------------------------------------------------- | -------------------- | -------------- | ------------------- | -------------- |
| 1  | 8 janvier    | Championnats d'Australie du contre-la-montre        | Championnat national | Luke Durbridge | Australie           | Buninyong      |
| 2  | 12 janvier   | Championnats d'Australie de cyclisme sur route      | Championnat national | Cameron Meyer  | Australie           | Buninyong      |
| 3  | 7 février    | Championnats d'Afrique du Sud de cyclisme sur route | Championnat national | Daryl Impey    | Afrique du Sud      | Swadini Resort |
| 4  | 7 février    | 3e étape du Herald Sun Tour                         | UCI Oceania Tour     | Kaden Groves   | Australie           | Wangaratta     |
| 5  | 9 février    | 5e étape du Herald Sun Tour                         | UCI Oceania Tour     | Kaden Groves   | Australie           | Melbourne      |
| 6  | 22 février   | 4e étape du Tour d'Andalousie                       | UCI ProSeries        | Jack Haig      | Espagne             | Grenade        |
| 7  | 25 février   | 3e étape du Tour des Émirats arabes unis            | UCI World Tour       | Adam Yates     | Émirats arabes unis | Jebel Hafeet   |
| 8  | 27 février   | Tour des Émirats arabes unis, classement général    | UCI World Tour       | Adam Yates     | Émirats arabes unis |                |
| 9  | 25 février   | 1re étape du Czech Cycling Tour (TTT)               | UCI Europe Tour      | [ N 1 ]        | République tchèque  | Uničov         |
| 10 | 9 août       | 4e étape du Czech Cycling Tour                      | UCI Europe Tour      | Damien Howson  | République tchèque  | Šternberk      |
| 11 | 9 août       | Czech Cycling Tour, classement général              | UCI Europe Tour      | Damien Howson  | République tchèque  |                |
| 12 | 21 août      | Championnats de Hongrie du contre-la-montre         | Championnat national | Barnabás Peák  | Hongrie             | Debrecen       |
| 13 | 10 septembre | 4e étape de Tirreno-Adriatico                       | UCI World Tour       | Lucas Hamilton | Italie              | Cascia         |
| 14 | 11 septembre | 5e étape de Tirreno-Adriatico                       | UCI World Tour       | Simon Yates    | Italie              | Sarnano        |
| 15 | 14 septembre | Tirreno-Adriatico, classement général               | UCI World Tour       | Simon Yates    | Italie              |                |
| 16 | 17 septembre | Coppa Sabatini                                      | UCI ProSeries        | Dion Smith     | Italie              | Peccioli       |

### Victoires sur les classements annexes
| Date     | Course                                  | Catégorie      | Vainqueur   | Pays    |
| -------- | --------------------------------------- | -------------- | ----------- | ------- |
| 1er août | Tour de Burgos, classement par équipes  | UCI ProSeries  | [ N 2 ]     | Espagne |
| 9 août   | Tour de Pologne, classement des sprints | UCI World Tour | Luka Mezgec | Pologne |
| 9 août   | Tour de Pologne, classement par équipes | UCI World Tour | [ N 3 ]     | Pologne |